# Рей Кеґеріс
Рей Кеґеріс (англ. Ray Kegeris, 10 вересня 1901 — 14 серпня 1975) — американський плавець.
Призер Олімпійських Ігор 1920 року.